# Round Mountain (Snowy Mountains)
Round Mountain är ett berg i Australien. Det ligger i regionen Tumbarumba och delstaten New South Wales, i den sydöstra delen av landet, omkring 360 kilometer sydväst om delstatshuvudstaden Sydney. Toppen på Round Mountain är 1 498 meter över havet.
Trakten runt Round Mountain är nära nog obefolkad, med mindre än två invånare per kvadratkilometer.. Det finns inga samhällen i närheten. 
I omgivningarna runt Round Mountain växer i huvudsak städsegrön lövskog. Genomsnittlig årsnederbörd är 1 573 millimeter. Den regnigaste månaden är juni, med i genomsnitt 190 mm nederbörd, och den torraste är november, med 84 mm nederbörd.